# Luka Karabatić
Luka Karabatić, född 19 april 1988 i Strasbourg, av en kroatisk far och serbisk mor, är en fransk handbollsspelare. Han är högerhänt och spelar främst som försvarsspelare. I anfall spelar han mittsexa. Han är yngre bror till Nikola Karabatić.
2015 dömdes han till att betala 1 500 euro i böter för att ha varit inblandad i en matchfixningsaffär 2012. Han dömdes tillsammans med flera av hans dåvarande lagkamrater i Montpellier HB, däribland brodern Nikola och Mladen Bojinović. Lagkamraterna dömdes till att betala ännu högre summor i böter.

## Klubbar
- Montpellier AHB (2008–2012)
- Pays d'Aix UCHB (2012–2015)
- Paris Saint-Germain HB (2015–)

## Meriter i urval
Med klubblag
- Fransk mästare: 12 (2009, 2010, 2011, 2012 med Montpellier HB, 2016, 2017, 2018, 2019, 2020, 2021, 2022 och 2023 med Paris Saint-Germain HB)